# Skrzynno (Łódź)
Pour les articles homonymes, voir Skrzynno.
Skrzynno [ˈskʂɨnnɔ] est un village du district administratif d'Ostrówek, du comté de Wieluń, dans la voïvodie de Łódź, dans le centre de la Pologne. Il se trouve à 12 km (7 mi) au nord-est de Wieluń et 77 km (48 mi) au sud-ouest de la capitale régionale Łódź. 
Le village compte 770 habitants. 